# اورمه‌توو
اورمه‌توو (انگلیسی: Urmetovo) یک شهرک در شهرستان ایلیشفسکی استان باشقیرستان کشور روسیه است.